# (34393) 2000 RL69
2000 RL69 (asteroide 34393) é um asteroide da cintura principal. Possui uma excentricidade de 0.13787790 e uma inclinação de 2.85151º.
Este asteroide foi descoberto no dia 2 de setembro de 2000 por LINEAR em Socorro.